# Leptospiroza kod ljudi
Infektivna (spirohetna) žutica zajednički je naziv za sve infekcije uzrokovane mikroorganizmima iz roda Leptospira, bez obzira na serotip.

## Epidemiologija
Leptospiroza, zoonoza koja pogađa mnoge domaće i divlje životinje, varira od inaparentne do smrtonosne bolesti. Kod životinja postoji stanje kliconoštva u kojemu se leptospire mjesecima izlučuju urinom. Ljudi se zaraze izravnim kontaktom s inficiranim životinjskim urinom ili tkivom ili neizravno, kontaktom s kontaminiranom vodom ili tlom. Uobičajeno ulazno mjesto je oštećena koža ili eksponirane sluznice (konjuktive, nosa, usne šupljine). Infekcija se pojavljuje u svim dobnim skupinama; >75% slučajeva pojavljuje se u muškaraca. Leptospiroza može biti profesionalna bolest (npr. ribolovaca, seljaka, rudara ili radnika u klaonicama), no većina bolesnika zarazi se slučajno (npr. plivanjem u kontaminiranoj vodi). Psi i štakori su drugi, česti vjerojatni izvori. Bolest se kod ljudi pojavljuje uglavnom u kasno ljeto i u ranu jesen. Budući da je klinička slika nespecifična, vjerojatno se mnogo više slučajeva ne dijagnosticira i ne prijavljuje. 

## Simptomi i znaci
Inkubacija se kreće u rasponu od 2 do 20 dana (obično 7 do 13 dana). Bolest je karakteristično bifazična. Septikemična faza počinje naglo s glavoboljom, jakim mialgijama, zimicama i vrućicom. Karakteristična su subkonjuktivalna krvarenja koja se obično pojavljuju 3. ili 4. dana. Splenomegalija i hepatomegalija nisu česte. Ova faza traje 4 do 9 dana s rekurentnim zimicama i vrućicom koja često ide do >39 °C (102 °F). Slijedi pad temperature; zatim se između 6. i 12. dana bolesti pojavljuje druga ili imuna faza bolesti, koja je u korelaciji s pojavom protutijela u serumu. Ponovno se pojavljuju vrućica i raniji simptomi, a mogu se razviti i znakovi meningitisa. Ispitivanjem cerebrospinalnog likvora nakon 7. dana, otkriva se pleocitoza u najmanje 50% bolesnika. Iridociklitis, optički neuritis i periferna neuropatija nisu česti. Leptospiroza u trudnoći, čak i u rekonvalescentnom razdoblju, može izazvati pobačaj. 
Weilov sindrom (ikterična leptospiroza) je težak oblik leptospiroze sa žuticom i, obično, azotemijom, krvarenjima, anemijom, poremećajem svijesti i kontinuom. Početak je sličan kao kod manje teških oblika bolesti; između 3. i 6. dana bolesti pojavljuju se znakovi hepatocelularne i renalne disfunkcije. Bubrežni poremećaji uključuju proteinuriju, piuriju, hematuriju i azotemiju. Krvarenja nastaju zbog oštećenja kapilara. Moguća je i trombocitopenija.
Serozni meningitis je moguć kod infekcije s bilo kojim serotipom. Broj stanica u cerebrospinalnom likvoru je između 10 i 1000/mL (obično <500/mL), a prevladavaju mononuklearne stanice. Razina glukoze u likvoru je normalna; bjelančevine su <100 mg/dL. U većine bolesnika sa seroznim meningitisom nema manifestacija značajnije bolesti jetre ili bubrega.   
Kanikola vrućica uzrokovana je jednim od mnogih geografskih sojeva leptospira, koji se ni na koji način, klinički ili epidemiološki, ne razlikuje od drugih leptospira. 

## Laboratorijski nalazi
Broj leukocita je u većini slučajeva normalan ili blago povišen, no može doseći i 50.000/mL kod teško bolesnih, ikteričnih pacijenata. Leukocitoza >15.000/mL ukazuje na zahvaćanje jetre; prisutnost >70% neutrofila pomaže u diferenciranju leptospiroze od virusnih bolesti. Kod ikteričnih bolesnika, intravaskularna hemoliza može dovesti do značajne anemije. Razina bilirubina u serumu koja je obično <20 mg/dL (342 mmol/L), može u teškoj infekciji doseći 40 mg/dL (684 mmol/L); urea-N je obično <100 mg/dL (36 mmol urea/L). Ovi nalazi ukazuju na zahvaćanje jetre i bubrega. 

## Dijagnoza i prognoza
Dijagnoza se potvrđuje nalazom mikroorganizama ili pozitivnim serološkim testovima. Krv treba uzeti rano u tijeku bolesti, kako za hemokulturu, tako i da bi se dobio uzorak seruma iz akutnog stadija za serološko ispitivanje. Leptospire se mogu izolirati iz krvi, urina ili cerebrospinalnog likvora za vrijeme prve faze bolesti, inokulacijom na Fletcherovo hranilište; Ellinghausen, McCullough, Johnson, Harrisovo hranilište (EMJH); ili polisorbat (Tween 80) albumin medij. Nakon 1. tjedna, leptospire se mogu naći u urinu kulturom ili mikroskopiranjem u tamnom polju. Radiometrijska metoda uz upotrebu BACTEC 460 sistema, omogućava otkrivanje leptospira u krvi nakon samo 2 do 5 dana inkubacije. Uzorak seruma iz rekonvalescentnog stadija treba uzeti za vrijeme 3. ili 4. tjedna bolesti za serološke testove, koji uključuju aglutinaciju na stakalcu i mikroskopsku aglutinaciju, test indirektnog fluorescentnog protutijela, te visoko osjetljiv i specifičan imunoenzimski test (ELISA) i dot-ELISA metode.
Diferencijalna dijagnoza uključuje meningitis ili meningoencefalitis, influencu, hepatitis, akutni kolecistitis i bubrežnu insuficijenciju. Enterovirusi, česti uzročnici seroznog meningitisa, obično ne izazivaju bifazičnu bolest, koja ukazuje prije na leptospirozu ili infekciju citomegalovirusom. Na leptospirozu treba misliti kod svih bolesnika s vrućicom nepoznatog uzroka, koja se pojavljuje u epidemiološkoj situaciji što omogućuje ekspoziciju leptospirama. Kod anikteričnih bolesnika, smrtnosti gotovo i nema. Uz žuticu, smrtnost iznosi 5 do 10%, a kod bolesnika >60 god. i više. 

## Profilaksa i liječenje
Doksiciklin 200 mg PO jednom tjedno za vrijeme ekspozicije, sprječava nastanak bolesti. Izolacija bolesnika nije potrebna, no urin valja oprezno ukloniti. Kod akutnih infekcija, antibiotska terapija je djelotvorna čak i kad se započne relativno kasno. Kod teže bolesti preporuča se penicilin G 6 do 12 milijuna jedinica/dan IV ili ampicilin 500 do 1000 mg svakih 6 h ili amoksicilin 500 mg svakih 6 h PO kroz 5 do 7 dana. U teškim su slučajevima važne i potporne mjere, uključujući infuzije i elektrolitsku terapiju.